# Mario Galindo
Mario Enrique Galindo Calisto (10 de agosto de 1951) é um ex-futebolista chileno. Foi convocado na Copa do Mundo de 1974, sediada na Alemanha. Na Copa do Mundo de 1982, na Espanha, ele jogou como titular no último jogo da primeira fase (fase de grupos) contra a Argélia.